# Kodrąbek
Kodrąbek (do 1945 niem. Neu Kodram) – wieś w Polsce położona w województwie zachodniopomorskim, w powiecie kamieńskim, w gminie Wolin.

## Położenie
Wieś położona jest około 9 km na północny zachód od Wolina, pomiędzy miejscowościami Mokrzyca Wielka (na południu) i Ładzin (na zachodzie).

## Historia
Wieś powstała pod koniec XVIII wieku jako wieś robotników cegielni Kodrąb. Liczyła wtedy 35 chałup i 236 mieszkańców. W latach 1975–1998 miejscowość administracyjnie należała do województwa szczecińskiego.

## Edukacja
Dzieci z Kodrąbka chociaż przypisane są do szkoły podstawowej w Dargobądzu, to uczą się w miejscowej szkole społecznej. Starsza młodzież uczęszcza do gimnazjum w Wolinie.

## Zabytki i atrakcje
Przy budynku Administracji Lasów Państwowych, przy drodze leśnej rośnie żywotnik – pomnik przyrody, drugi – stary dąb – znajduje się w okolicach.
Do zachowanych obiektów zabytkowych należą domy mieszkalne o numerach: 15, 40, 43 oraz budynek gospodarczy nr 40.